# Rostislav II av Kiev
Rostislav II av Kiev, född okänt år, död 1214, var en monark (storfurste) av Kiev mellan 1204 och 1206. 